# NGC 6606
NGC 6606 é uma galáxia espiral (Sb) localizada na direcção da constelação de Lyra. Possui uma declinação de +43° 16' 07" e uma ascensão recta de 18 horas, 14 minutos e 41,3 segundos.
A galáxia NGC 6606 foi descoberta em 8 de Agosto de 1883 por Édouard Jean-Marie Stephan.